# Olchowa (gromada)
Olchowa – dawna gromada, czyli najmniejsza jednostka podziału terytorialnego Polskiej Rzeczypospolitej Ludowej w latach 1954–1972.
Gromady, z gromadzkimi radami narodowymi (GRN) jako organami władzy najniższego stopnia na wsi, funkcjonowały od reformy reorganizującej administrację wiejską przeprowadzonej jesienią 1954 do momentu ich zniesienia z dniem 1 stycznia 1973, tym samym wypierając organizację gminną w latach 1954–1972.
Gromadę Olchowa z siedzibą GRN w Olchowej utworzono – jako jedną z 8759 gromad na obszarze Polski – w powiecie dębickim w woj. rzeszowskim na mocy uchwały nr 19/54 WRN w Rzeszowie z dnia 5 października 1954. W skład jednostki weszły obszary dotychczasowych gromad Olchowa, Sielec i Będziemyśl ze zniesionej gminy Iwierzyce oraz obszar dotychczasowej gromady Klęczany ze zniesionej gminy Sędziszów w tymże powiecie. Dla gromady ustalono 27 członków gromadzkiej rady narodowej.
1 stycznia 1956 gromada weszła w skład nowo utworzonego powiatu ropczyckiego w tymże województwie.
1 stycznia 1970 do gromady Olchowa włączono tereny o nazwie Podlasek o powierzchni 26,4421 ha z miasta Sędziszowa Małopolskiego w tymże powiecie.
Gromada przetrwała do końca 1972 roku, czyli do kolejnej reformy gminnej.